# District de Jili
Pour les articles homonymes, voir Jili.
Le district de Jili (chinois : 吉利区 ; pinyin : Jílì qū) est une subdivision administrative de la province du Henan en Chine. Il est placé sous la juridiction de la ville-préfecture de Luoyang.